# Mulleklenkes
Der Mulleklenkes ist ein etwa 7 km südwestlich des Aachener Stadtzentrums gelegener Sendeturm. Er steht auf der Karlshöhe, einem Höhenzug im Aachener Stadtwald, nahe dem Dreiländereck und in unmittelbarer Nähe zur belgischen Grenze. Dadurch ist er der am westlichsten gelegene Sender in Deutschland. Der 133 m hohe Turm (Typenturm FMT 12) wurde 1984 fertiggestellt. Die Baukosten betrugen 5,6 Millionen DM. Betreiber und Eigentümer der Anlage ist die Deutsche Funkturm (DFMG), eine Tochtergesellschaft der Deutschen Telekom mit Sitz in Münster.
Mulleklenkes ist kein Spitzname, sondern der offizielle Name des Turms. Der Name setzt sich zusammen aus den beiden Öcher-Platt-Wörtern mullen (klönen, schwatzen) und Klenkes (abgespreizter kleiner Finger der rechten Hand, Aachener Erkennungszeichen). Die Sendeanlage selbst wird als Sender Aachen-Stadt oder Sender Aachen-Karlshöhe bezeichnet.

## Frequenzen und Programme

### Analoges Radio (UKW)
Seit dem Jahr 1992 wird von hier der Radio-NRW-Lokalfunk verbreitet. Zunächst wurde auf der Frequenz 100,1 MHz das Programm Radio Aachen für die Stadt Aachen verbreitet. Seit der Auflösung des Senders und der Übernahme der Empfangsregion durch Antenne AC, welcher fortan für die gesamte Städteregion Aachen zuständig ist, wird auf der Frequenz 100,1 MHz ebenfalls Antenne AC ausgestrahlt.
Die Frequenz 102,7 MHz mit nur 0,5 kW des Deutschlandfunks interferiert mit den Frequenzen des DLFs vom Sender Wesel (102,8 MHz) (50 kW) sowie dem Sender Nordhelle (102,7 MHz) (20 kW), weshalb der Empfang des Programms nur in unmittelbarer Nähe zum Sender rausch- und störungsfrei möglich ist.
Das zur Karnevalszeit verbreitete Internetradio-Programm Radio Alaaf wurde früher zusätzlich auch auf der Frequenz 97,7 MHz über den Sender Mulleklenkes ausgestrahlt.
| Frequenz (MHz) | Programm        | RDS PS   | RDS PI | ERP (kW) | Antennendiagramm rund (ND) / gerichtet (D) | Polarisation horizontal (H) / vertikal (V) |
| -------------- | --------------- | -------- | ------ | -------- | ------------------------------------------ | ------------------------------------------ |
| 100,1          | Antenne AC      | Antenne_ | D098   | 1,0      | D (010°-140°)                              | V                                          |
| 102,7          | Deutschlandfunk | __Dlf___ | D210   | 0,5      | D (340°-200°)                              | H                                          |

### Digitales Radio (DAB+)
Der bundesweite DABplus-Multiplex (auch „Bundesmux“ genannt) ging im August 2011 mit 27 Sendern in Betrieb. Diese Startinseln werden seither zu einem bundesweiten Sendernetz ausgebaut. Ihm kommt besondere Bedeutung zu, weil damit erstmals auch einzelne Regionen versorgt werden, die zu diesem Zeitpunkt noch nicht durch Digitalradio erreicht wurden und in weiteren Regionen erstmals der DAB-Nachfolgestandard AAC (DAB+) eingeführt wurde.
Der Bundesmux im Kanal 5C wird von diesem Standort mit 5 kW verbreitet. Da im benachbarten Ausland ebenfalls Aussendungen auf dem Kanal stattfinden, wird gerichtet gesendet. Nach Westen findet folglich eine Ausblendung statt.
| Block                        | Programme (Datendienste) | ERP | Gleichwellennetz (SFN) |
| ---------------------------- | --- | --- | --- |
| 5C DR Deutschland (D__00188) | DAB-Block der Media Broadcast: - Absolut relax (72 kbps) - Dlf (104 kbps) - Dlf Kultur (112 kbps) - Dlf Nova (104 kbps) - DRadio DokDeb (48 kbps) - Energy Digital (72 kbps) - ERF Plus (64 kbps) - Klassik Radio (72 kbps) - Radio Bob (72 kbps) - Radio Horeb (48 kbps) - Radio Schlagerparadies (64 kbps) - Schwarzwaldradio (64 kbps) - sunshine live (72 kbps) - DRadio Daten (32 kbps Daten) - EPG Deutschland (16 kbps Daten) - TPEG (16 kbps Daten) - TPEG_MM (16 kbps Daten) | 5   | - Baden-Württemberg: Aalen, Baden-Baden (Fremersberg), Bad Mergentheim, Blauen, Brandenkopf, Donaueschingen, Feldberg im Schwarzwald, Freiburg (Vogtsburg-Totenkopf), Geislingen (Oberböhringen), Großerlach (Hohe Brach), Heidelberg (Königstuhl), Heilbronn (Schweinsberg), Hochrhein (Rickenbach), Hornisgrinde, Pforzheim (Schömberg-Langenbrand), Raichberg, Ravensburg (Höchsten), Reutlingen, Stuttgart (Frauenkopf), Ulm (Kuhberg) - Bayern: Amberg (Hirschau), Aschaffenburg (Pfaffenberg), Augsburg (Hotelturm), Bad Tölz (Gaißach), Bamberg (Geisberg), Büttelberg, Brotjacklriegel, Dillberg, Grünten, Herzogstand, Hochberg (Traunstein), Hoher Bogen, Inntal (Ebbs), Ingolstadt (Gelbelsee), Kreuzberg/Rhön, Landshut (Altdorf), München (Olympiaturm), Nennslingen (Büchelberg), Nürnberg, Oberammergau, Ochsenkopf, Passau, Pfänder, Pfaffenhofen, Pfarrkirchen, Pfronten, Regensburg (Hohe Linie), Unterringingen, Untersberg, Wendelstein (Bayrischzell), Würzburg (Frankenwarte) - Berlin: Berlin (Alexanderplatz), Berlin (Scholzplatz) - Brandenburg: Bad Belzig, Booßen, Brandenburg/Havel, Calau, Casekow, Cottbus, Eisenhüttenstadt, Petkus, Pritzwalk, Templin - Bremen: Bremen (Walle), Bremerhaven-Schiffdorf - Hamburg: Hamburg (Moorfleet), Hamburg (Heinrich-Hertz-Turm) - Hessen: Bad Hersfeld (Rimberg), Biedenkopf (Sackpfeife), Fulda (Hummelskopf), Frankfurt (Europaturm), Gelnhausen (Schnepfenkopf), Gießen (Dünsberg), Großer Feldberg, Hardberg, Hohe Wurzel, Hoher Meißner, Kassel (Habichtswald), Mainz-Kastel - Mecklenburg-Vorpommern: Garz (Rügen), Güstrow, Malchin, Neubrandenburg-Süd, Rostock (Toitenwinkel), Röbel, Schwerin (Zippendorf-Gr.Dreesch), Torgelow, Wismar/Rüggow, Züssow - Niedersachsen: Aurich-Popens, Braunschweig (Broitzem), Braunschweig (Drachenberg), Cuxhaven-Stadt, Dannenberg, Göttingen (Bovenden-Osterberg), Hannover (Telemax), Lingen, Lüneburg-Neu Wendhausen, Molbergen-Peheim, Osnabrück (Bramsche-Schleptruper Egge), Hildesheim (Sibbesse), Steinkimmen, Uelzen, Visselhövede, Wilhelmshaven - Nordrhein-Westfalen: Aachen (Karlshöhe), Bielefeld (Hünenburg), Bonn (Venusberg), Dortmund (Florianturm), Düsseldorf (Rheinturm), Eggegebirge, Herscheid, Hochsauerland (Hunau), Hürtgenwald-Großhau, Köln (Colonius), Langenberg, Lügde-Rischenau (Köterberg), Minden (Jakobsberg), Münster (Fernmeldeturm), Schöppingen, Siegen-Süd, Wesel - Rheinland-Pfalz: Bad Kreuznach (Schanzenkopf), Bad Marienberg (Westerwald), Bornberg, Daun (Eifel), Edenkoben (Kalmit), Heckenbach-Schöneberg (Ahrweiler), Idar-Oberstein, Kaiserslautern, Kettrichhof, Koblenz (Kühkopf), Trier (Petrisberg) - Saarland: Merzig-Merchingen, Saarbrücken (Schoksberg) - Sachsen: Chemnitz, Dresden, Geyer, Leipzig, Löbau, Neustadt, Oschatz, Schöneck, Zwickau Ost - Sachsen-Anhalt: Brocken, Burg, Dequede, Petersberg, Pettstädt (Weißenfels), Schneidlingen, Wittenberg - Schleswig-Holstein: Bungsberg, Flensburg, Heide, Helgoland, Hennstedt, Kiel (Kronshagen), Lübeck (Stockelsdorf), Schleswig, Niebüll (Süderlügum), Westerland (Sylt) - Thüringen: Bleßberg (Sonneberg), Erfurt-Hochheim, Gera, Inselsberg, Jena (Oßmaritz), Kulpenberg, Saalfeld (Remda), Lobenstein (Sieglitzberg), Weimar (Ettersberg) |
| 9B Antenne DE (D__00359)     | DAB-Block von Antenne Deutschland: - 80s80s (72 kbps) - 90s90s (72 kbps) - Absolut Bella (72 kbps) - Absolut Germany (72 kbps) - Absolut HOT (72 kbps) - Absolut Oldie (72 kbps) - Absolut TOP (72 kbps) - AIDAradio (72 kbps) - Ballermann Radio (72 kbps) - Beats Radio (72 kbps) - Brillux Radio (72 kbps) - Nostalgie (72 kbps) - Oldie Antenne (72 kbps) - RTL Radio (72 kbps) - Rock Antenne (72 kbps) - Toggo Radio (72 kbps)                                                  | 5   | - Baden-Württemberg: Aalen, Baden-Baden (Fremersberg), Heidelberg (Königstuhl), Heilbronn (Schweinsberg), Pforzheim (Schömberg-Langenbrand), Stuttgart (Frauenkopf) - Hessen: Fulda (Hummelskopf), Frankfurt (Europaturm), Gelnhausen (Schnepfenkopf), Gießen (Dünsberg), Großer Feldberg, Hardberg, Kassel (Habichtswald), Mainz-Kastel - Nordrhein-Westfalen: Aachen (Karlshöhe), Bonn (Venusberg), Dortmund (Florianturm), Düsseldorf (Rheinturm), Herscheid, Köln (Colonius), Langenberg, Münster (Fernmeldeturm), Siegen-Süd, Wesel - Rheinland-Pfalz: Bornberg, Daun (Boverath), Koblenz (Kühkopf), Trier (Petrisberg) - Saarland: Saarbrücken (Schoksberg) |
| 9D Mein NRW DAB+ (D__00517)  | DAB-Block von audio.digital NRW: - 80er Radio Harmony (72 kbps) - Antenne NRW (72 kbps) - bigFM (NRW) (72 kbps) - Energy NRW (72 kbps) - Kulthitradio (72 kbps) - Noxx (72 kbps) - NRW1 (72 kbps) - Oldie Antenne (72 kbps) - Radio 21 NRW (72 kbps) - Radio Bollerwagen (72 kbps) - Radio Holiday (72 kbps) - Radio Paloma (NRW) (72 kbps) - Radio Paradiso (72 kbps) - Star FM (72 kbps) - Radio Teddy NRW (72 kbps) - Schlager Radio (NRW) (72 kbps)                               | 3,2 | - Region Aachen: Aachen (Karlshöhe) - Bergisches Land: Wuppertal (Küllenhahn) - Rheinland: Bonn (Venusberg), Köln (Colonius) - Rhein-Ruhr: Düsseldorf (Rheinturm), Essen, Wesel - Ruhrgebiet: Dortmund (Florianturm) - Münsterland: Münster (Fernmeldeturm), Schöppingen - Ostwestfalen-Lippe: Bielefeld (Hünenburg), Eggegebirge, Lügde-Rischenau (Köterberg), Minden (Jakobsberg) - Südwestfalen: Herscheid, Hochsauerland (Hunau), Siegen-Süd |

### Ehemaliges analoges Fernsehen (PAL)
Vor der Umstellung auf DVB-T wurden folgende Fernsehprogramme im analogen PAL-Standard ausgestrahlt (jeweils in horizontaler Polarisation):
| Kanal | Frequenz (MHz) | Programm                    | ERP (kW) | Sendediagramm rund (ND)/ gerichtet (D) | Polarisation horizontal (H)/ vertikal (V) |
| ----- | -------------- | --------------------------- | -------- | -------------------------------------- | ----------------------------------------- |
| 26    | 511,25         | RTL (Nordrhein-Westfalen)   | 0,10     | D (350–140°)                           | H                                         |
| 27    | 519,25         | Sat.1 (Nordrhein-Westfalen) | 0,10     | D (350–140°)                           | H                                         |
| 30    | 543,25         | ZDF                         | 0,01     | D (150–200°)                           | H                                         |
| 33    | 567,25         | WDR Fernsehen (Aachen)      | 0,01     | D (150–200°)                           | H                                         |
| 37    | 599,25         | ZDF                         | 320,00   | D (00–140°)                            | H                                         |
| 52    | 719,25         | Das Erste (WDR)             | 0,02     | D (150–200°)                           | H                                         |
| 58    | 767,25         | WDR Fernsehen (Aachen)      | 400,00   | D (010–140°)                           | H                                         |
| 60    | 783,25         | VOX                         | 0,10     | D (350–140°)                           | H                                         |

Die kleineren Sendeleistungen stellen Füllsender dar und versorgten die Siedlungen Preuswald und Bildchen südlich des Sendeturms. Die gerade im Vergleich zu heute ganz erheblichen Sendeleistungen im Hunderte-kW-Bereich wurden hingegen für die Grundnetzsender aufgewendet, die in Richtung Nordosten zur Versorgung Aachens und Umgebung strahlten. Die Privaten Fernsehprogramme wurden bereits im Zusammenhang mit der DVB-T-Einführung im Großraum Köln/Bonn am 8. November 2004 außer Betrieb genommen. Das Fernsehprogramm RTL auf Kanal 26 wurde bereits am 24. Mai 2004 abgeschaltet.

### Ehemaliges Digitales Fernsehen (DVB-T)
Die DVB-T-Ausstrahlungen vom Mulleklenkes liefen im Gleichwellenbetrieb (Single Frequency Network) mit anderen Sendestandorten.
Am 20. November 2007 wurden die analogen Fernsehsignale durch die folgenden DVB-T-Aussendungen (in vertikaler Polarisation) ersetzt:
Am 29. März 2017 wurde mit Einführung von DVB-T2 die Übertragung eingestellt.
| Kanal | Frequenz (MHz) | Multiplex                 | Programme im Multiplex | ERP (kW) | Antennen-diagramm rund (ND) / gerichtet (D) | Modulations- verfahren | FEC | Guard- intervall | Bitrate (MBit/s) | SFN |
| ----- | -------------- | ------------------------- | --- | -------- | ------------------------------------------- | ---------------------- | --- | ---------------- | ---------------- | --- |
| E26   | 514            | ZDFmobil                  | - ZDF - 3sat - ZDFinfo - KiKA/ZDFneo | 05       | D                                           | 16-QAM (8-k-Modus)     | 2/3 | 1/4              | 13,27            | Colonius (Köln-Ehrenfeld), Bonn (Venusberg), Aachen (Stolberg-Donnerberg), Aachen (Karlshöhe-Mulleklenkes), Gummersbach (Kerberg), Engelskirchen (Hohe Warte) |
| E37   | 602            | ARD regional (WDR Aachen) | - WDR Fernsehen (Aachen) - MDR Fernsehen Sachsen-Anhalt - NDR Fernsehen Niedersachsen, Mo.–Sa. 19:30–20:00 Uhr: WDR Fernsehen (Köln) - SWR Fernsehen Rheinland-Pfalz | 10       | D                                           | 64-QAM                 | 1/2 | 1/4              | 14,93            | Aachen (Stolberg-Donnerberg), Aachen (Karlshöhe-Mulleklenkes)                                                                                                 |
| E50   | 706            | ARD Digital (WDR)         | - Das Erste (WDR) - ARTE - Phoenix - One | 10       | D                                           | 16-QAM (8-k-Modus)     | 2/3 | 1/4              | 13,27            | Colonius (Köln-Ehrenfeld), Bonn (Venusberg), Aachen (Stolberg-Donnerberg), Aachen (Karlshöhe-Mulleklenkes), Gummersbach (Kerberg), Engelskirchen (Hohe Warte) |

### Digitales Fernsehen (DVB-T2 HD)
Die DVB-T2 HD-Ausstrahlungen vom Mulleklenkes laufen im Gleichwellenbetrieb (Single Frequency Network) mit anderen Sendestandorten.
Am 31. Mai 2016 wurde mit der Ausstrahlung des Hochauflösenden DVB-T2 HD in Nordrhein-Westfalen begonnen. Seit dem 29. März 2017 wird nur noch in DVB-T2 HD ausgestrahlt.
| Kanal | Frequenz (MHz) | Multiplex                 | Programme im Multiplex | ERP (kW) | Antennen-diagramm rund (ND) / gerichtet (D) | Modulations- verfahren      | FEC | Guard- intervall | Bitrate (MBit/s) | SFN |
| ----- | -------------- | ------------------------- | --- | -------- | ------------------------------------------- | --------------------------- | --- | ---------------- | ---------------- | --- |
| E26   | 514            | ARD Digital (WDR1-Süd HD) | - Das Erste HD - WDR Fernsehen Köln HD - WDR Fernsehen Aachen HD - WDR Fernsehen Bonn HD - arte HD - ONE HD                          | 10       | D                                           | 64-QAM (16k-Modus extended) | 3/5 | 19/128           | 22,0             | Aachen (Karlshöhe-Mulleklenkes), Aachen (Stolberg-Donnerberg), Bonn (Venusberg), Gummersbach (Kerberg), Engelskirchen (Hohe Warte), Köln (Colonius) |
| E29   | 538            | ZDFmobil                  | - ZDF HD - 3sat HD - ZDFinfo HD - zdf_neo HD - KiKA HD                                                                               | 5        | D                                           | 64-QAM (16k-Modus extended) | 3/5 | 19/128           | 22,0             | Aachen (Karlshöhe-Mulleklenkes), Aachen (Stolberg-Donnerberg), Bonn (Venusberg), Dortmund (Florianturm), Düsseldorf (Rheinturm), Essen (Fernsehturm), Gummersbach (Kerberg), Hagen, Engelskirchen (Hohe Warte), Köln (Colonius), Langenberg (Hordtberg), Wesel, Wuppertal (Küllenhahn)        |
| E35   | 586            | ARD Digital (WDR2 HD)     | - PHOENIX HD - tagesschau24 HD - SWR Fernsehen Rheinland-Pfalz HD - NDR Fernsehen Niedersachsen HD - MDR Fernsehen Sachsen-Anhalt HD | 10       | D                                           | 64-QAM (16k-Modus extended) | 1/2 | 19/128           | 18,34            | Aachen (Karlshöhe-Mulleklenkes), Aachen (Stolberg-Donnerberg), Bonn (Venusberg), Dortmund (Florianturm), Düsseldorf (Rheinturm), Essen (Fernsehturm), Gummersbach (Kerberg), Hagen, Engelskirchen (Hohe Warte), Kleve, Köln (Colonius), Langenberg (Hordtberg), Wesel, Wuppertal (Küllenhahn) |
| E40   | 626            | Freenet TV 1              | - RTL Television HD (West) - RTL II HD - Super RTL HD - RTL Nitro HD - VOX HD - n-tv HD - Tele 5 HD                                  | 32       | D                                           | 64-QAM (16k-Modus extended) | 3/5 | 19/128           | 22,0             | Colonius (Köln-Ehrenfeld), Bonn (Venusberg), Sender Wesel, Aachen (Karlshöhe-Mulleklenkes), Fernsehturm Essen Florianturm, Sender Langenberg, Rheinturm |
| E29   | 650            | Freenet TV 2              | - Sat 1 HD (NRW) - Sat.1 Gold HD - ProSieben HD - ProSieben Maxx HD - Kabel eins HD - Sixx HD - N24 HD - Sport1 HD                   | 32       | D                                           | 64-QAM (16k-Modus extended) | 3/5 | 19/128           | 22,0             | Colonius (Köln-Ehrenfeld), Bonn (Venusberg), Sender Wesel, Aachen (Karlshöhe-Mulleklenkes), Fernsehturm Essen Florianturm, Sender Langenberg, Rheinturm |
| E36   | 594            | Freenet TV3               | - Eurosport 1 HD - DMAX HD - nickelodeon HD - Disney Channel HD - bibel TV HD - QVC HD - HSE 24 HD                                   | 32       | D                                           | 64-QAM (16k-Modus extended) | 3/5 | 19/128           | 22,0             | Colonius (Köln-Ehrenfeld), Bonn (Venusberg), Sender Wesel, Aachen (Karlshöhe-Mulleklenkes), Fernsehturm Essen Florianturm, Sender Langenberg, Rheinturm |

## Galerie

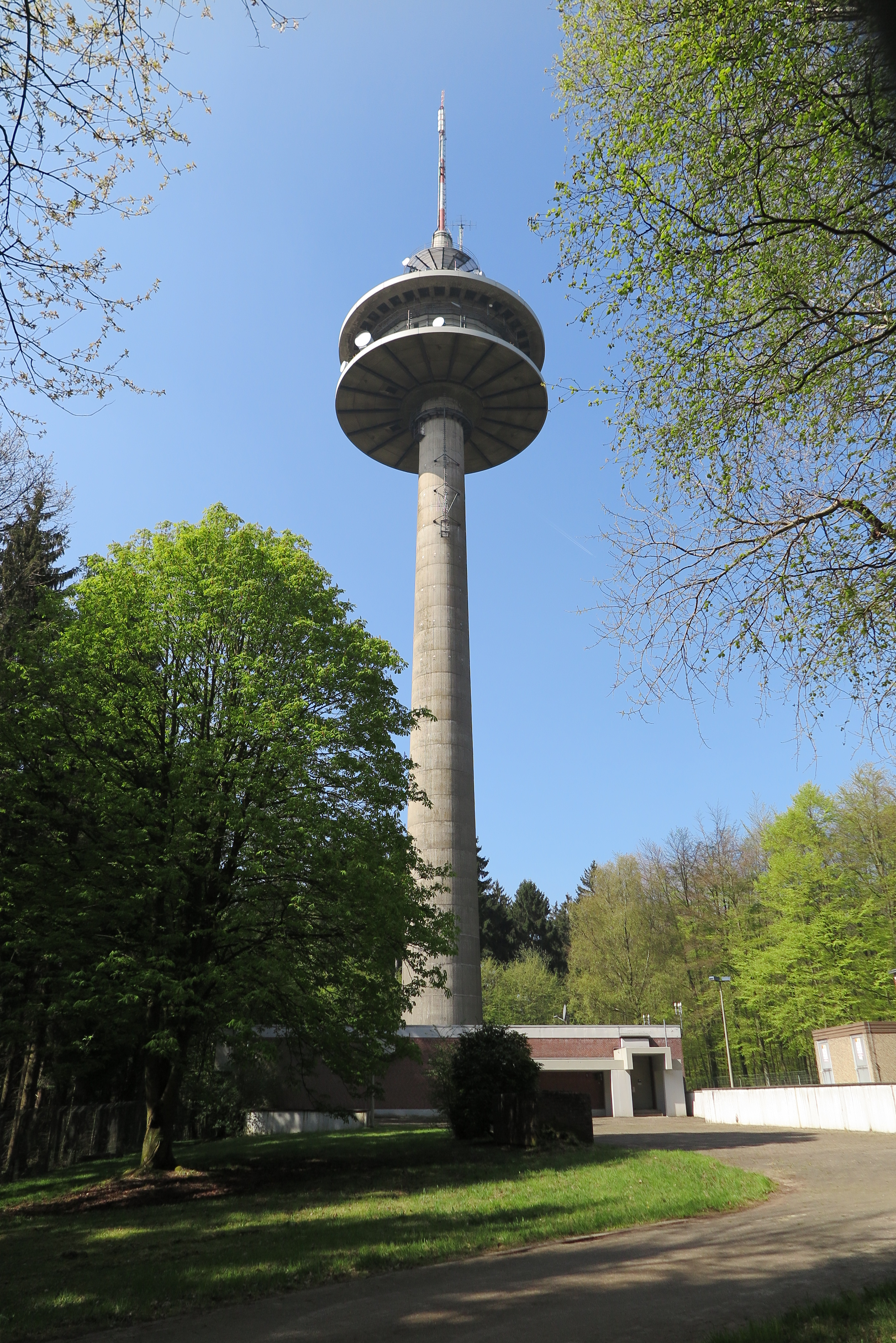
Mulleklenkes mit Betriebsgebäuden
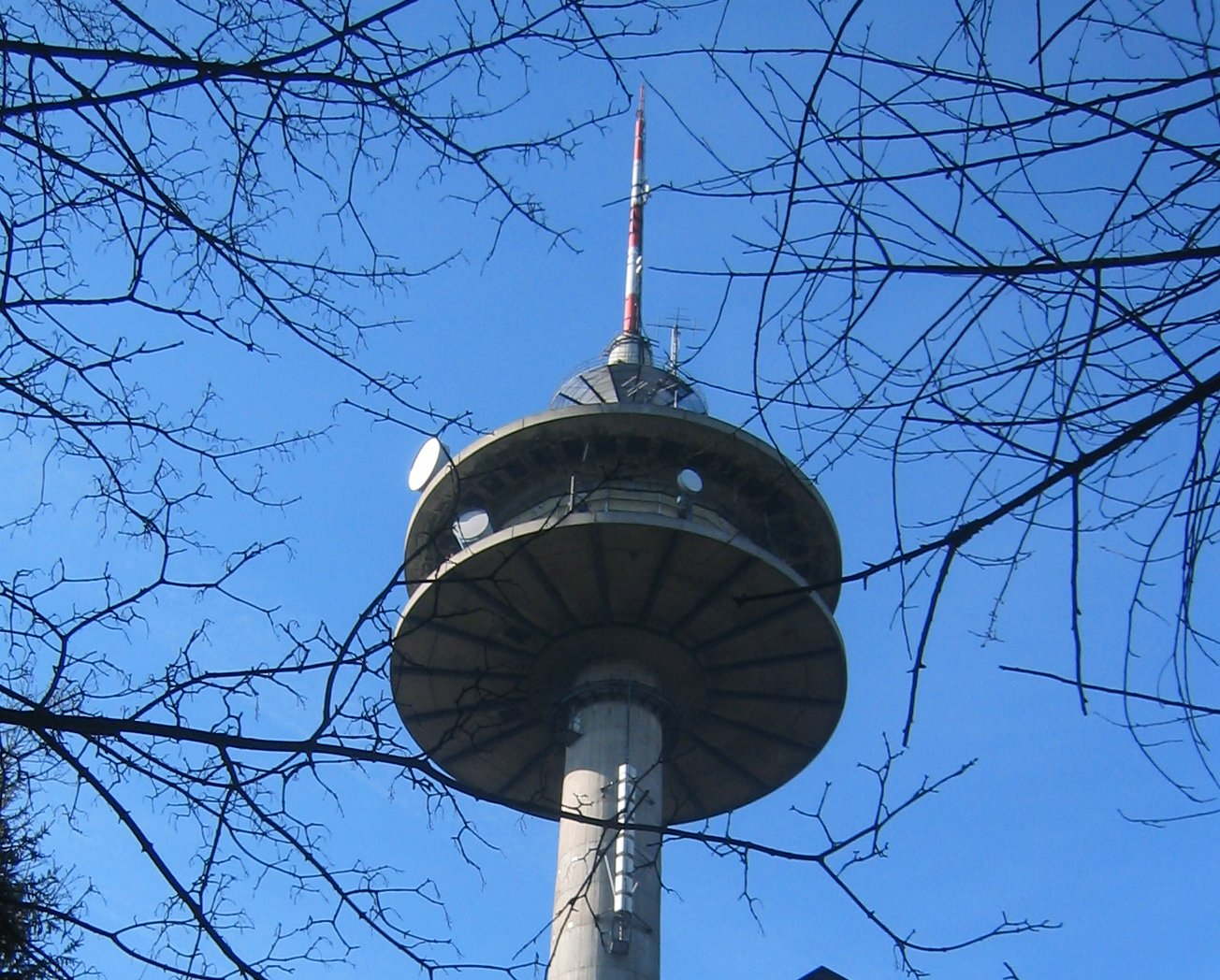
Mulleklenkes von unten
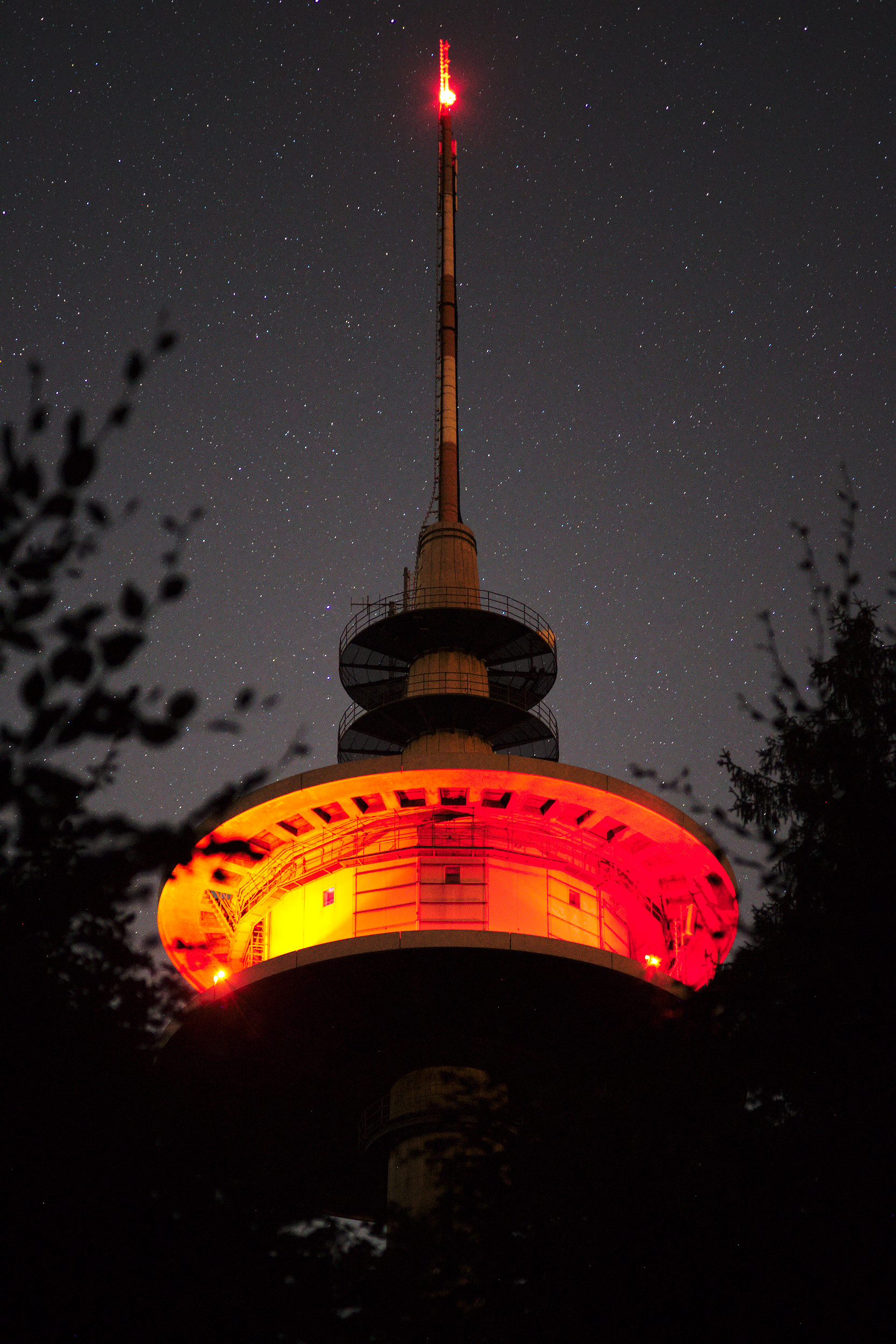
Mulleklenkes bei Nacht
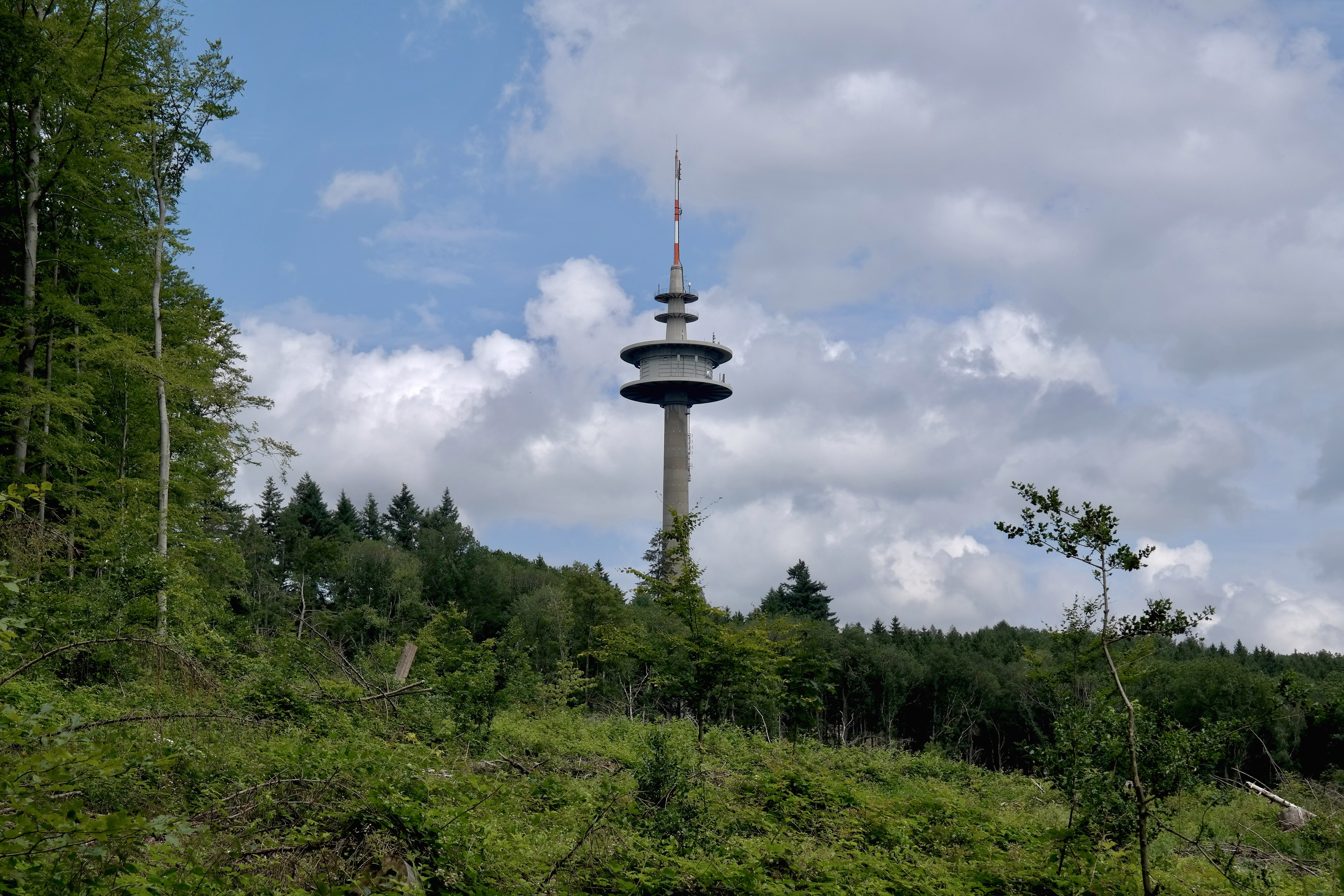
Mulleklenkes mitten im Wald